# Triadillo enoensis
Triadillo enoensis is een pissebed uit de familie Armadillidae. De wetenschappelijke naam van de soort is voor het eerst geldig gepubliceerd in 1930 door Jackson.